# هيوستن تكسانز
هيوستن تكسانس: فريق في دوري كرة القدم الأمريكية القسم AFC الجنوبية. و يعتبر ملعب ريلاينت هو الملعب الرئيسي للفريق.